# Orcq
Pour l’article ayant un titre homophone, voir Orc.
Orcq est une section de la ville belge de Tournai, située en Wallonie picarde et en Flandre romane dans la province de Hainaut.
C'était, avant la fusion des communes de 1977, une commune à part entière.

## Évolution démographique
- Sources : INS, Rem. : 1831 jusqu'en 1970 = recensements, 1976 = nombre d'habitants au 31 décembre.

## Histoire
Des traces d'un habitat de la fin de la période de La Tène y ont été découvertes dans les années 1970. On a trouvé la structure entière d'une cabane avec un foyer, des parties de trois autres cabanes et de deux fosses. On a également découvert sur ce site de la céramique façonnée à la main.

## Économie
Orcq possède une économie principalement marquée par la présence de petites ou moyennes entreprises (PME). Entre les entreprises plus grandes sont Import Distribution Fornord (anciennement: Orcq Distribution), une entreprise familiale spécialisée dans l’import-export d’articles de décoration et d’équipements de la maison, et la siège de Cofidis Belgique, une société spécialisée dans la vente et la gestion à distance de prêts à la consommation et propose des solutions de financement et d'assurance sur le marché belge.

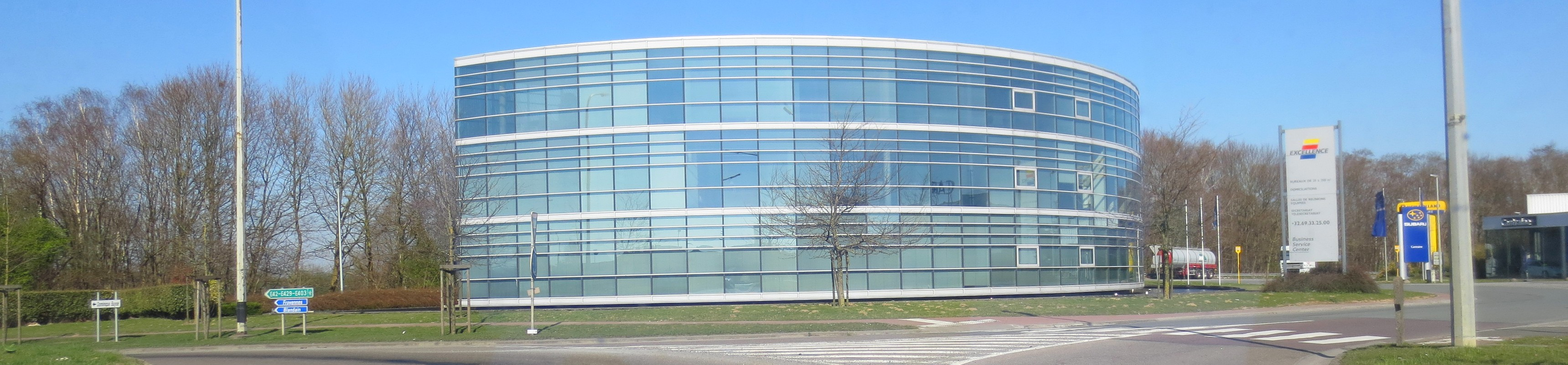
Orcq-lez-Tournai.